# Zuurstof-17
Zuurstof-17 of 17O is een stabiele isotoop van zuurstof, een niet-metaal. Het is een van de drie op Aarde voorkomende isotopen van het element, naast zuurstof-16 (stabiel) en zuurstof-18 (eveneens stabiel). De abundantie op Aarde bedraagt 0,0373% in zeewater (ongeveer twee keer zo abundant als deuterium) en 0,0377421% in de aardatmosfeer.
Zuurstof-17 ontstaat onder meer bij het radioactief verval van stikstof-18 en fluor-17.
Aangezien de kern een netto spin bezit is deze geschikt voor analyses door middel van kernspinresonantie (NMR).
12O · 13O · 14O · 15O · 16O · 17O · 18O · 19O · 20O · 21O · 22O · 23O · 24O · 25O · 26O · 27O · 28O